# انتخابات الرئاسة الأمريكية في أركنساس 1896
انتخابات الرئاسة الأمريكية في أركنساس 1896 هي الانتخابات الرئاسية التي جرت في 3 نوفمبر 1896، في الولايات المتحدة، لانتخاب رئيس الولايات المتحدة، فاز بالانتخابات وليام جيننغز بريان، حصل على 110103 صوت.

## المرشحين
| المرشح             | الحزب | عدد الأصوات |
| ------------------ | ----- | ----------- |
| وليام جيننغز بريان |       | 110,103     |
| ويليام ماكينلي     |       | 37,512      |